# Kota Praja
Kota Praja is een bestuurslaag in het regentschap Muko-Muko van de provincie Bengkulu, Indonesië. Kota Praja telt 802 inwoners (volkstelling 2010).